# عامر ذو رياش
عامر بن باران بن عوف بن حمير الملقب بعامر ذو رياش، وهو أول الملوك الملقبين بن ذو، وبذلك أول الأذواء، ولم يكن تبعا لأب ملك اليمن قبله.

## حياته
عزل النعمان بن يعفر وأمه وحبسهما، وأقام بقصر غمدان ومن كان يتخذ قصر غمدان مكان لحكمه كان آنذاك يعتبر ملكاً لليمن. ولكن عندما خرج ذو رياش إلى عمان استطاع النعمان بأن يجمع الناس إلى صفة من كان مع ذو رياش، وعندما علم ذو رياش إن القوم قد اجتمعوا عليه ذهب إلى مكة ولحقه النعمان فلقيه بالمشلل (جبل بن مكة والبحر) فقاتله وانتصر النعمان وأخذه أسيرًا.